# Tram van Opicina

Kaart

De Tram van Opicina is een tramlijn in Triëst in Italië. In het Italiaans heet de tram Tranvia di Opicina, in het Sloveens Openski tramvaj, in het dialect van Triëst Tram de Opcina. Bijzonder aan deze lijn is dat het een combinatie is van een gewone tram en een kabeltrein.
De lijn loopt van Piazza Oberdan in Triëst naar Villa Opicina, is 5175 meter lang, en overwint een hoogteverschil van 326 meter.
Het grootste deel van de reis rijdt de tram als een gewone elektrisch aangedreven tram, deels over een straattraject, deels over een eigen baan. Op het steilste deel van de lijn, tussen de haltes Piazza Scorcola en Vetta Scorcola, worden de trams omhoog geduwd, en naar beneden afgeremd door twee kabelwagens, die als elkaars contragewicht dienen.
De lijn maakt deel uit van Trieste Trasporti, het openbaarvervoerbedrijf van Triëst. De lijn wordt aangeduid als lijn 2. Er rijdt iedere 20 minuten een tram van 7:00 uur 's morgens tot 20:00 uur 's avonds.
Na een aanrijding in augustus 2016 werd het tramverkeer tijdelijk stil gelegd. De heropening wordt in 2020 verwacht.
Met ingang van 1 februari 2025 werd het tramverkeer na bijna tien jaar weer hervat. De eerste paar weken werd met slechts één voertuig gereden, waarna op 17 februari 2025 en op 3 maart 2025 een voertuig werd toegevoegd om uiteindelijk met drie voertuigen de dienst uit te maken.

## Geschiedenis
Opicina werd in 1857 door de Südbahn op het spoorwegnet aangesloten. Deze lijn in het voormalige Oostenrijk-Hongarije verbond de hoofdstad Wenen met de haven van Triëst. Het station lag echter op enige afstand van het dorp, en de plaatselijke geografische omstandigheden vereisten een kronkelige route van 32 kilometer tussen Opicina en Triëst. Daarom werden verschillende voorstellen gedaan om de twee plaatsen rechtstreeks te verbinden, uiteindelijk resulterend in de aanleg van de Opicina Tramlijn door de Societa Anonima delle Piccole Ferrovie di Trieste.
De lijn werd geopend in 1902 en bevatte een tandradbaan tussen Piazza Scorcola en Vetta Scorcola. Op de lijn deden gewone tweeassige trams dienst, die op de tandradbaan werden geholpen door drie kleine tandradlocomotieven. In 1906 werd de lijn verlengd van het dorp Villa Opicina naar het spoorwegstation, een afstand van 1,2 kilometer.
In 1928 werd de tandradbaan vervangen door een kabelbaan, en de tandradlocomotieven door kabelwagens. De oorspronkelijke tweeassige trams bleven rijden tot en met 1935, toen ze vervangen werden door vierassige trams met draaistellen. Het traject naar het spoorwegstation werd gesloten in 1938. In 1961 werd de lijn eigendom van de gemeente Triëst.
De lijn is een aantal keren gemoderniseerd, de laatste keren in 2005 en 2006. Desondanks worden nog steeds vier van de vijf trams uit 1935 gebruikt, aangevuld met twee vergelijkbare trams gebouwd in 1942. Een van de oorspronkelijke tweeassige trams bleef bewaard als werkwagen. Deze is hersteld in zijn oorspronkelijke vorm en doet nu dienst als museumtram. Bij de laatste renovatie kwamen er nieuwe onbemande kabelwagens, die op afstand bediend worden door de trambestuurders.

## Route

### Beschrijving
De lijn heeft een totale lengte van 5,2 kilometer, en klimt van net drie meter boven zeeniveau in Triëst tot een hoogte van 329 meter in Opicina. De spoorwijdte is 1000 millimeter (meterspoor), en de spanning op de bovenleiding bedraagt 550 volt gelijkstroom. De lijn is enkelsporig met elf haltes en vier passeersporen. Het eindpunt aan de Piazza Oberdan heeft twee sporen, waarvan normaal maar een wordt gebruikt. Tussen Piazza Oberdan en Piazza Scorcola, een afstand van ongeveer 400 meter, loopt de lijn over de straat door de Via Martiri Della Liberta tussen stedelijke bebouwing.
Van de Piazza Scorcola naar Vetta Scorcola, een afstand van 869 meter, is het kabelbaangedeelte. Het eigenlijke kabelbaandeel is 799 meter lang en overwint een verticale stijging van 160 meter met een maximale helling van 26%. In het midden van het kabelbaandeel is een passeerspoor bij Romagna, waar een halte is. Beneden het passeerspoor is het spoor enkelsporig, erboven is het spoor dubbelsporig, maar zo dat de twee spoorbanen elkaar overlappen (strengelspoor). Bij het lage eind van het kabelbaandeel rijdt de kabelwagen op een klein kopspoor, om te voorkomen dat het hoofdspoor geblokkeerd wordt.
Het deel boven het kabelbaandeel, van Vetta Scorcola naar Villa Opicina, is voornamelijk op een eigen baan naast de weg, of op een spoorbaan dwars door open gebied. Er zijn op dit gedeelte drie passeersporen. Tijdens de normale dienst wordt hiervan alleen het passeerspoor bij Conconello gebruikt; de andere passeersporen bij Cologna Campo Sportivo en Campo Romano worden alleen gebruikt als er extra trams rijden. Naast het eindpunt bij Villa Opicina bevindt zich een remise met vijf sporen.

## Materieel

### Trams
De dienst wordt uitgevoerd met zes stalen vierassers, genummerd 401, 402 en 404 tot en met 407. De wagens 401 tot en met 405 werden gebouwd in 1935 door Officine Meccaniche Stanga, en de elektrische installatie werd geleverd door Tecnomasio Italiano Brown Boveri. De wagens 406 en 407 werden gebouwd in 1942 door dezelfde bedrijven volgens een vergelijkbaar ontwerp, hoewel tekorten door de oorlogstijd een eenvoudiger interieur en andere ramen tot gevolg hadden. Wagen 403 is bij een ongeluk onherstelbaar beschadigd.
De trams betrekken de elektriciteit van een bovenleiding op 550 volt gelijkstroom. Iedere wagen is 13,37 meter lang, 2,5 meter breed, en 3,45 meter hoog, heeft 50 zitplaatsen en een capaciteit van 120 passagiers. Ze hebben vier elektromotoren van 25 kW ieder, die ze een maximumsnelheid geeft van 35 kilometer per uur. Er zijn verschillende remsystemen, een elektrodynamische rem, een luchtdrukrem, een magneetrem en handrem.
Een van de oorspronkelijke tweeassige wagens met houten opbouw bestaat nog als wagen 411. Deze wagen is in 1902 gebouwd door de Grazer Union Fabrik uit Graz (Oostenrijk). De elektrische installatie was van Österreichische Union Elecktricitäts Gesellschaft. Hij had oorspronkelijk het nummer 1. Toen de wagens 401 tot en met 407 in dienst kwamen, werd hij ingezet als werkwagen. In 1992 werd hij in de oorspronkelijke staat hersteld; sindsdien doet hij incidenteel dienst als museumtram. Wagen 6 bestaat ook nog, en staat tentoongesteld in het spoorwegmuseum in het station Trieste Campo Marzio.

### Kabelwagens
Op het kabelbaandeel van de lijn worden de trams omhoog geduwd en naar beneden afgeremd door kabelwagen, in het Italiaans carro scudo geheten. Deze wagens zijn permanent aan een kabel bevestigd. Ze worden niet met de trams gekoppeld, maar het laagste eind van de tram rust gewoon tegen het hoogste eind van de kabelwagen. Er zijn drie generaties kabelwagens geweest.
De eerste generatie kabelwagens werden ingevoerd in 1928, en hadden 4,7 meter hoge vierkante koetswerken. Deze wagens werden in 1978 vervangen door twee nieuwe wagens, de met nummers 1 en 2. Deze zagen er heel anders uit, met alleen een kleine cabine voor de bestuurder van de kabelwagen op een chassis van 4,98 meter. Deze twee generaties kabelwagens werden allebei bestuurd door een eigen bestuurder, onafhankelijk van de bestuurder van de tram.
In 2005 werd een derde generatie ingevoerd. Deze kabelwagens zijn onbemand. Ze worden door de bestuurders van de trams op afstand bediend. Doordat er geen cabine nodig is, zijn deze kabelwagens laag, en hinderen daardoor niet het zicht van de trambestuurder als tijdens de rit naar beneden de kabelwagen voor de tram zit.

## Afbeeldingen

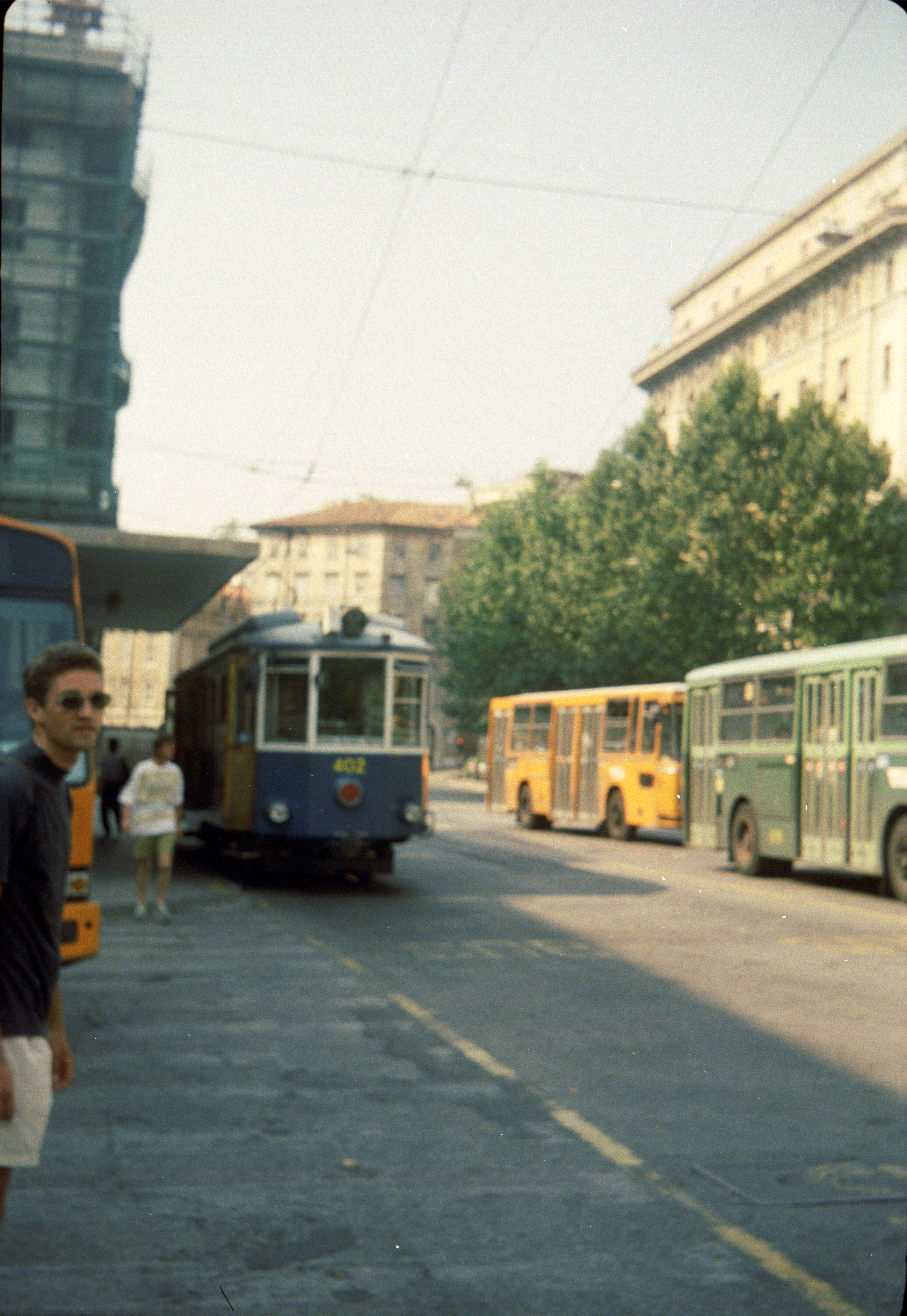
Eindhalte beneden in Triest
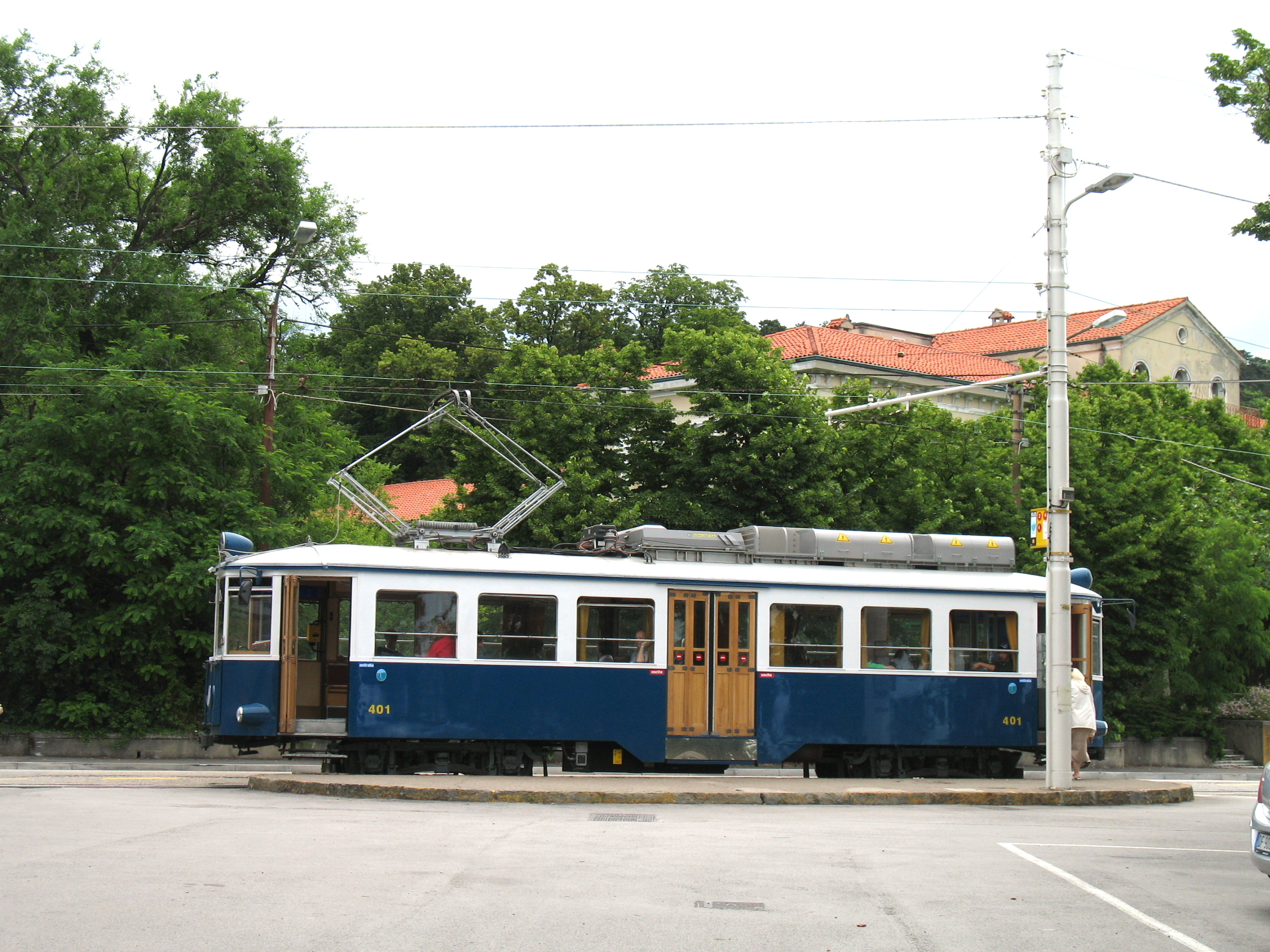
Motorwagen nr. 401
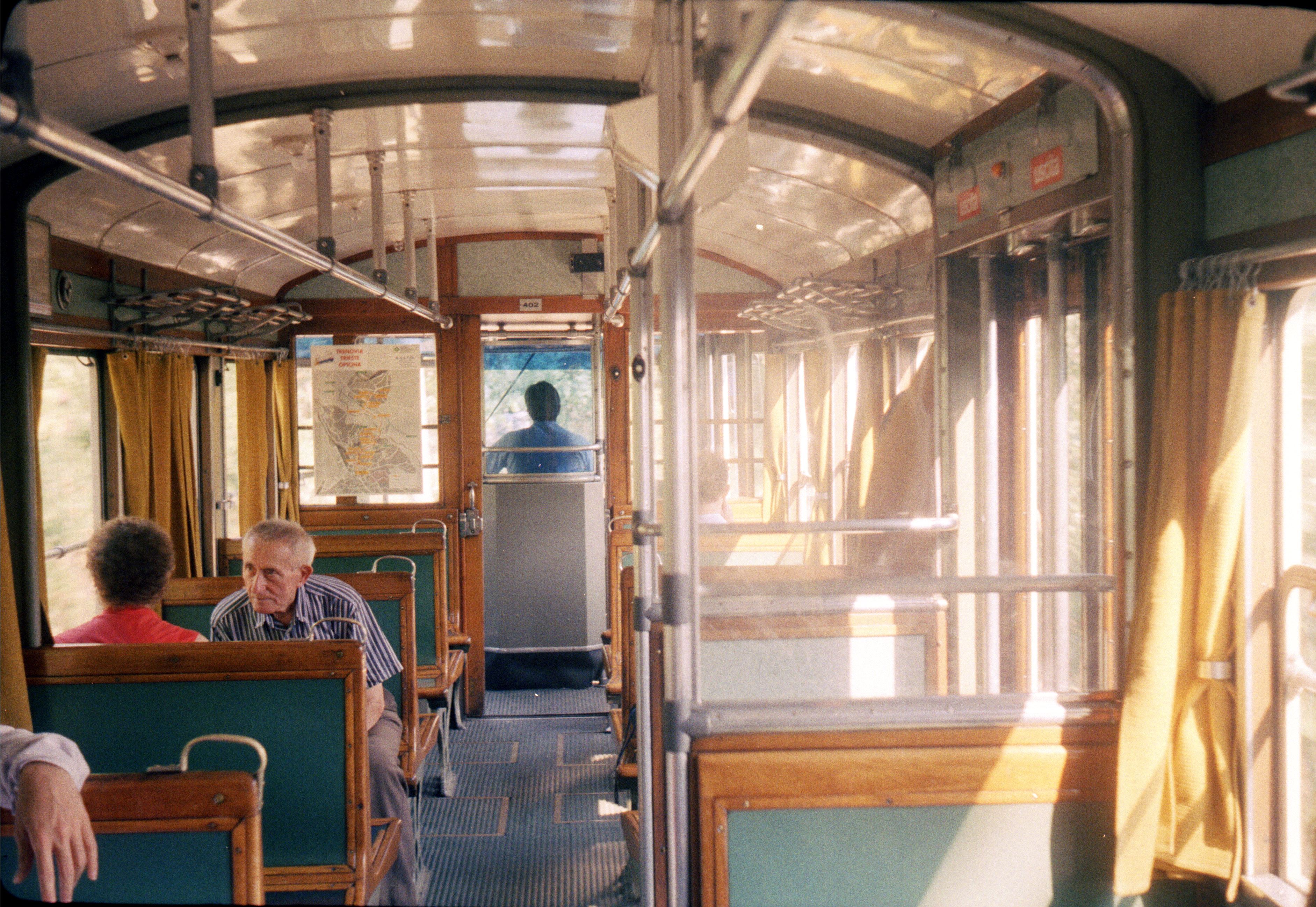
Het interieur van de tram
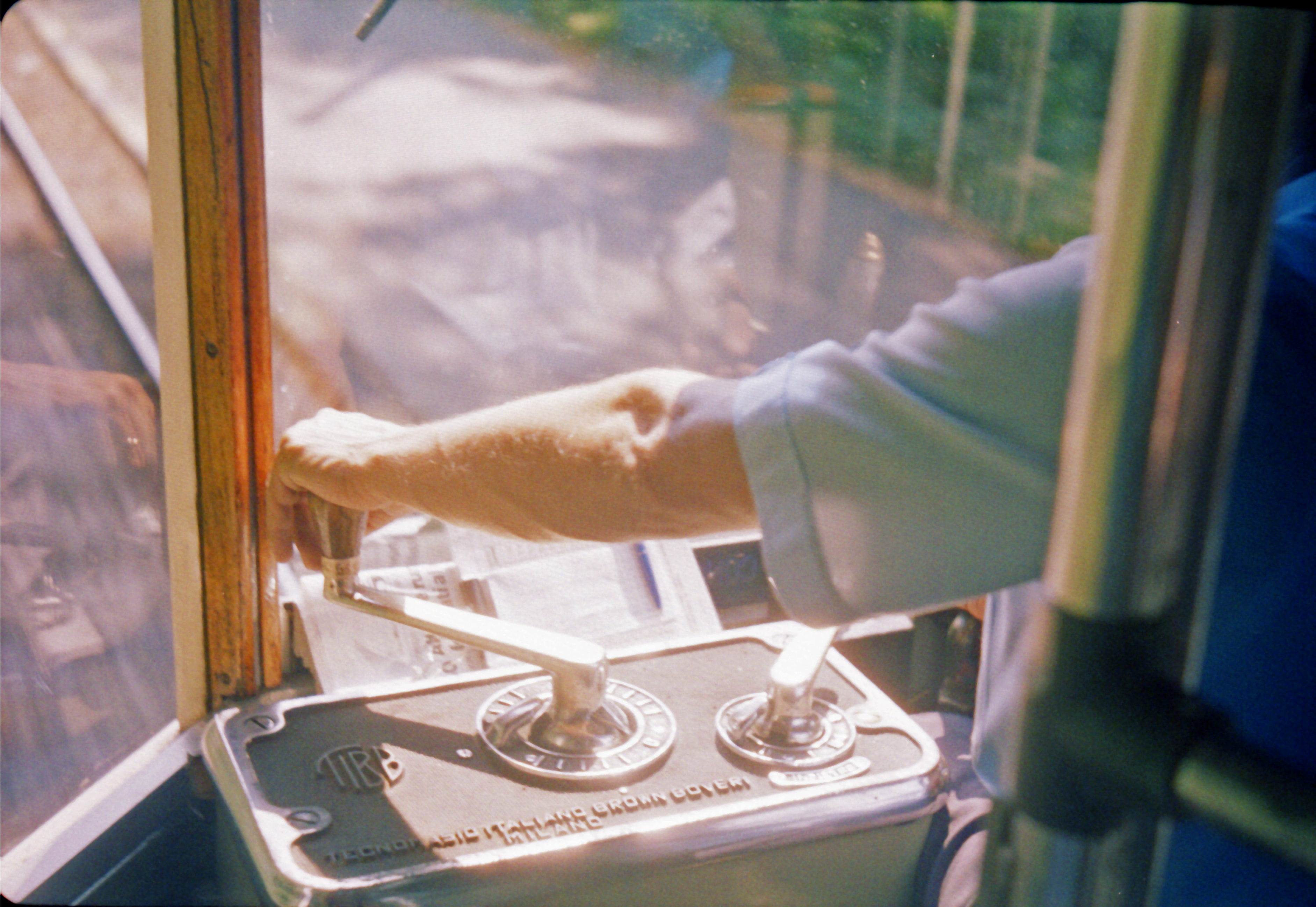
De stuurstand
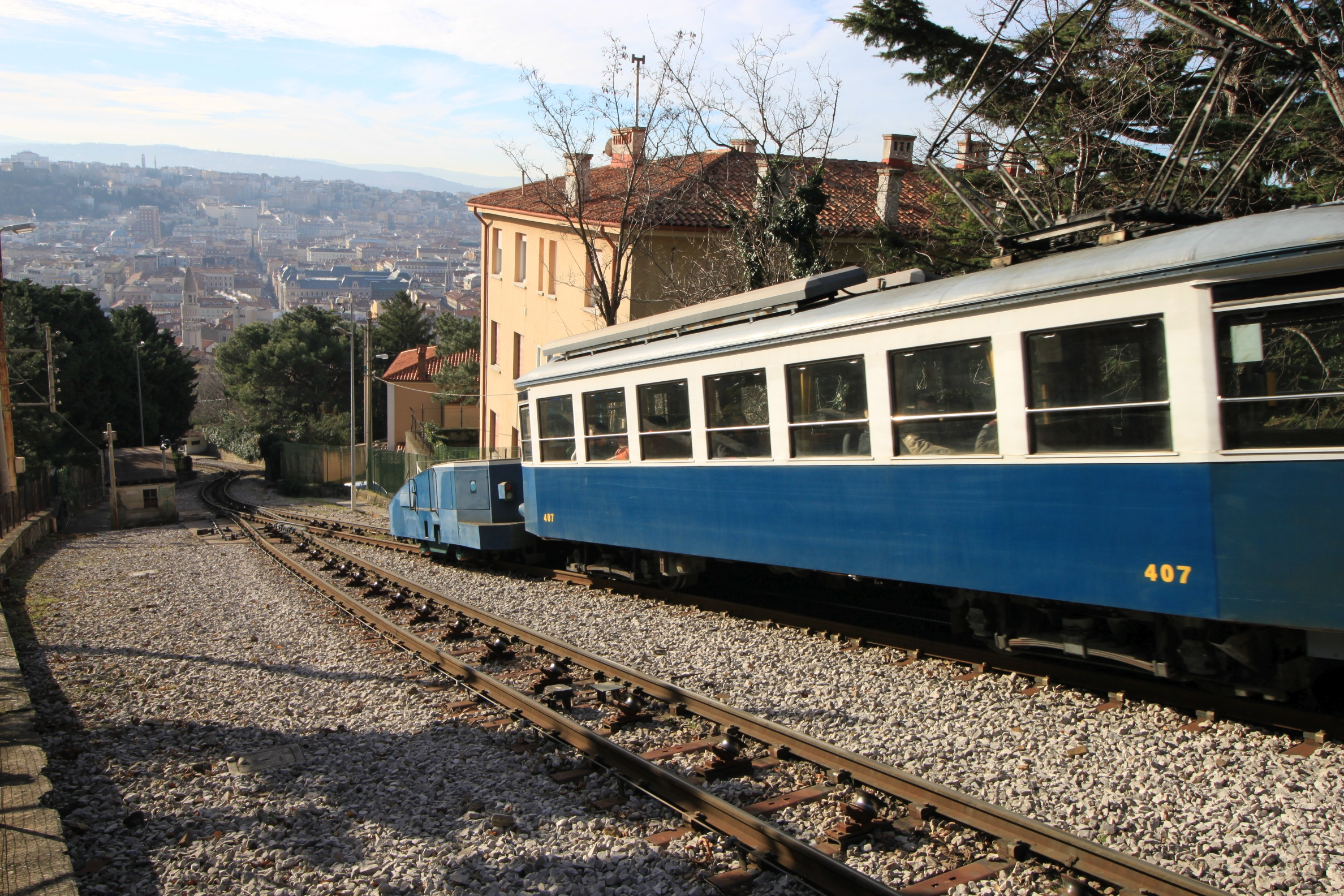
Tram met kabelwagen
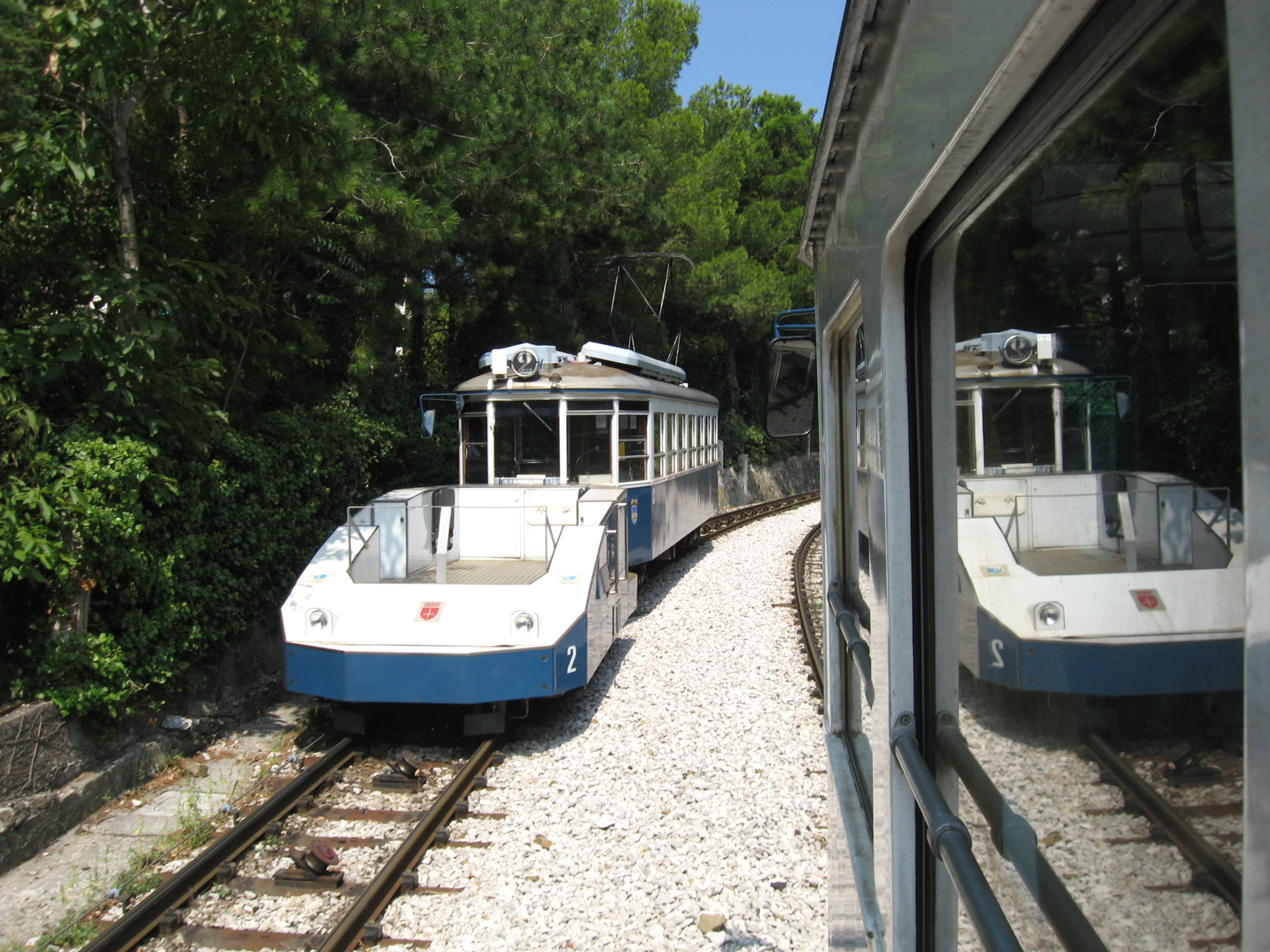
Kruisende trams met kabelwagen